# Duílio Dias Júnior
Duílio Dias Júnior, mais conhecido como Duílio (Curitiba, 13 de março de 1957), é um ex-futebolista brasileiro que atuava como zagueiro. Atualmente está sem clube. É filho do ídolo do Coritiba, Duílio Dias.

## Carreira
Revelado pelo Coritiba em 1977, conquistou o tricampeonato paranaense em 1976, 1978 e 1979, e logo após, jogou pela Portuguesa de Desportos e pelo America-RJ, onde foi campeão da Taça Rio (2° turno do campeonato estadual) e do Torneio dos Campeões da CBF (competição na qual jogou os 10 jogos e marcou 2 gols), até transferir-se para o Fluminense, em 1983. 
No Flu, Duílio formou com Ricardo Gomes dupla de zaga muito eficiente, com média de apenas 0,5 gol por partida na conquista do Campeonato Brasileiro de 1984, tendo conquistado também  os títulos dos campeonatos cariocas de 1983 e 1984, considerando somente os principais títulos oficiais.
Duílio, embora não tenha jogado, foi convocado para a Seleção Brasileira em 1979, em amistoso contra a Seleção Baiana disputado no dia 5 de julho de 1979, ainda como jogador do Coritiba. Em 1982 foi citado no escândalo da Máfia da Loteria Esportiva.
Em Portugal, foi campeão da Taça de Portugal de 1989–90, equivalente a Copa do Brasil, pelo Estrela Amadora.
Como treinador, teve destaque no Kazakhmys, do Cazaquistão, na temporada 2011, no Serrano e Nova Iguaçu. Também comandou o Rio Branco do Espírito Santo e, de 2012 até 2014, o América-RJ, retornando ao Rio Branco para ser campeão capixaba em 2015.
Em fevereiro de 2017, foi contratado pelo Bonsucesso para assumir o time no Campeonato Carioca de Futebol no lugar de Heron Ferreira.

## Títulos

### Como jogador
Coritiba
- Campeonato Paranaense: 1976, 1978 e 1979

America
- Torneio dos Campeões 1982
- Taça Rio de 1982

Fluminense
- Campeonato Brasileiro: 1984
- Campeonato Carioca: 1983, 1984
- Taça Guanabara: 1983
- Torneio de Seul: 1984
- Trofeo de La Amistad : 1984 (Club Cerro Porteño versus Fluminense)
- Taça Associação dos Cronistas Esportivos - 1983
- Taça O GLOBO - (Flu versus Corinthians) - 1983
- Troféu Gov. Geraldo Bulhões - 1984
- Taça Francisco Horta - (Flu versus Santo  André) - 1984

Estrela Amadora
- Taça de Portugal: 1990

### Como treinador
Rio Branco
- Campeonato Capixaba: 2015